# Wilhelm Eckert

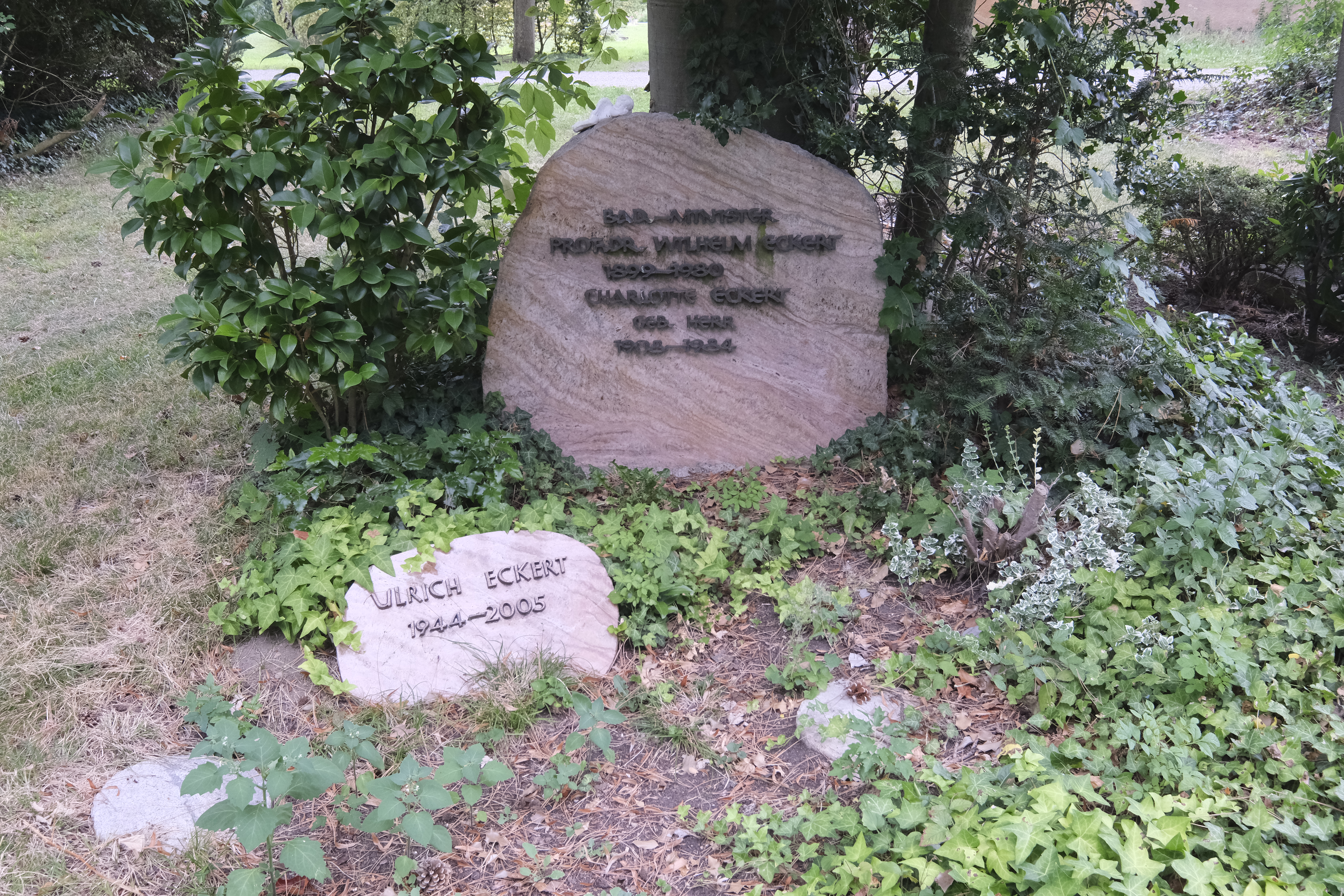
Ruhestätte auf dem Hauptfriedhof Freiburg

Wilhelm Eckert (* 10. Juni 1899 in Freiburg im Breisgau; † 12. November 1980 ebenda) war ein deutscher Jurist, Hochschullehrer, Verwaltungsbeamter und Politiker (CDU).

## Leben und Beruf
Nach dem Abitur 1919 nahm Eckert ein Studium der Rechts- und Staatswissenschaften an der Albert-Ludwigs-Universität Freiburg auf, das er 1922 mit der Promotion zum Dr. rer. pol. beendete. Er arbeitete von 1923 bis 1930 bei badischen Wirtschaftsverbänden der Industrie, des Handels und des Handwerks, war seit 1930 Syndikus der Badischen Handwerkskammer und wurde nach der Machtübernahme der Nationalsozialisten aus politischen Gründen entlassen. Danach war er als Steuerberater und Wirtschaftstreuhänder in Berlin tätig. Von 1940 bis 1945 nahm er als Soldat am Zweiten Weltkrieg teil, zuletzt als Heereskriegsrat der Reserve. Bei Kriegsende geriet er in Gefangenschaft.
Eckert war 1945/46 erneut Syndikus der Badischen Handwerkskammer. Er wurde 1947 außerordentlicher Professor für Sozial- und Arbeitswissenschaften an der Staatlichen Verwaltungsakademie in Speyer und erhielt dort später einen Lehrstuhl. Nach seinem Wechsel in den Verwaltungsdienst war er von 1952 bis 1959 Ministerialdirektor im Finanzministerium des Landes Baden-Württemberg.

## Politik

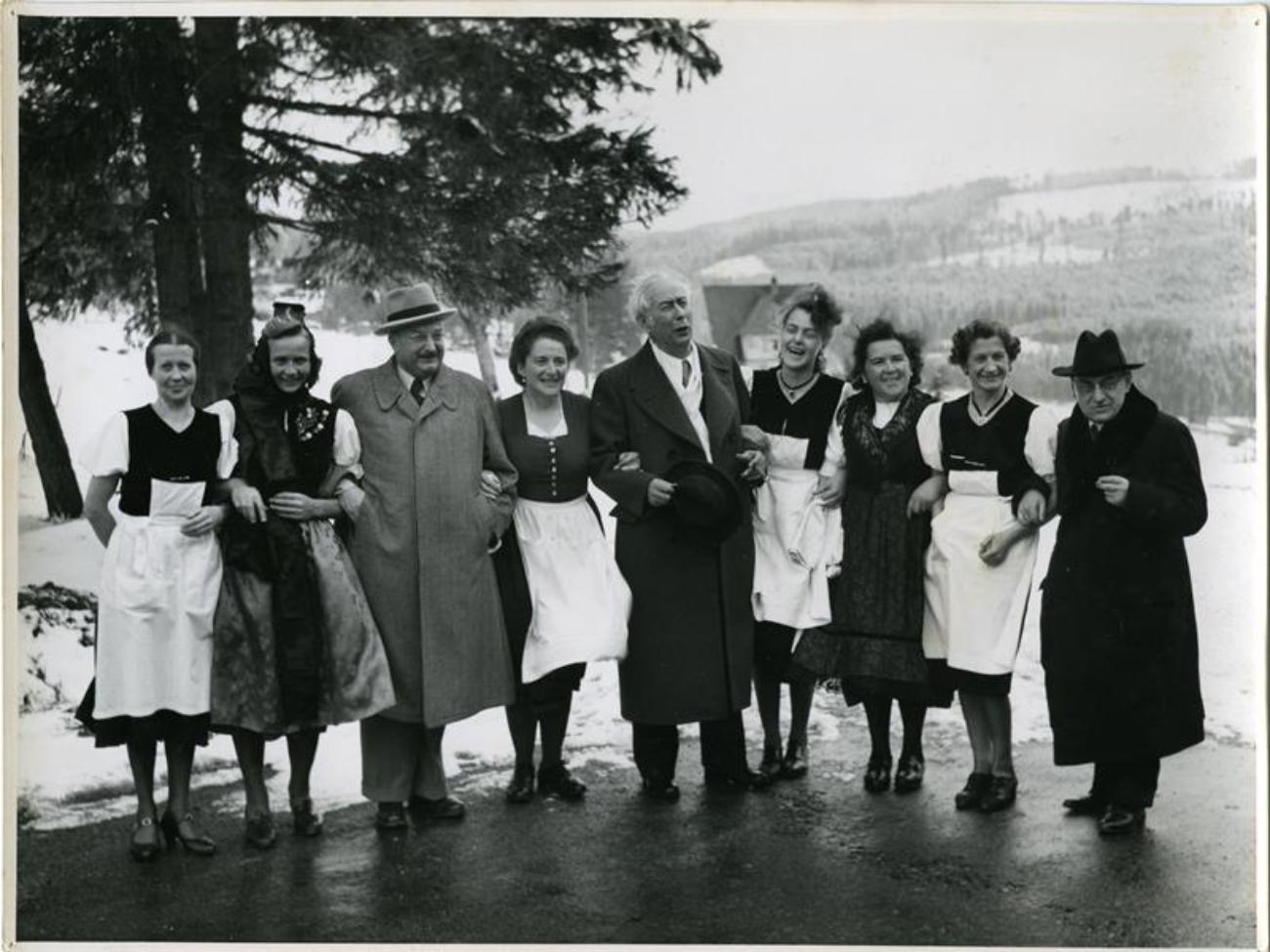
Wilhelm Eckert (Dritter von links) mit Bundespräsident Theodor Heuss und Staatspräsident Leo Wohleb (1950)

Eckert trat nach 1945 in die CDU ein und war seit 1946 Stadtrat in Freiburg. Er war 1946/47 Mitglied der Beratenden Landesversammlung Badens und wurde anschließend in den Badischen Landtag gewählt, dem er bis 1952 angehörte. Vom 23. Januar 1948 bis zu seinem Rücktritt am 7. März 1952 amtierte er als Finanzminister in der von Staatspräsident Leo Wohleb geführten Regierung des Landes Baden.